# Воздушная бригада Волжско-Каспийской военной флотилии

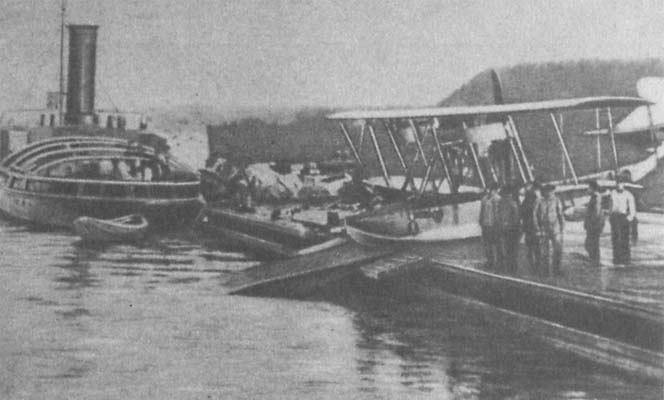
Спуск гидросамолёта на воду с баржи «Коммуна», 1918 год.

Воздушная бригада Волжско-Каспийской военной флотилии — формирование (бригада) Волжско-Каспийской военной флотилии военно-морской авиации Красной Армии, в период гражданской войны.

## Предыстория
К концу 1917 года русская морская авиация состояла из Черноморской и Балтийской дивизий, насчитывавших соответственно 152 и 88 самолётов. Первая из них перестала существовать вместе с Черноморским флотом.
На базе второй создали бригаду особого назначения из трех дивизионов — одного истребительного в Красном Селе под Петроградом и двух гидродивизионов в Ораниенбауме и в Самаре.
В сентябре 1918 года для борьбы с контрреволюцией и интервенцией в бассейне реки Волга и на Каспийском море были созданы Волжская и Астрахано-Каспийская военные флотилии.
Основу авиационных сил этих формирований составили гидроотряды, сформированные из личного состава Самарского гидродивизиона.
Всего же морская авиация РККА к концу 1918 года организационно состояла из четырех гидроотрядов — Волжского, Каспийского, Беломорского и Онежского, — насчитывавших 61 самолёт, большую часть которых составляли летающие лодки М-9.
Подготовка военных лётчиков осуществлялась в Петроградской и Нижегородской школах морской авиации.
В ноябре 1918 года на базе Волжского и Каспийского гидроотрядов были сформированы Волжский воздушный дивизион (начальник — военный моряк Е. И. Куртов, комиссар — авиамеханик Н. И. Белугин) и Воздушный дивизион Каспийского моря (начальник — морской летчик А. С. Демченко, комиссар — военный моряк С. Рубен).
31 июля 1919 Волжская и Астрахано-Каспийская военные флотилии были объединены и переданы в состав Волжско-Каспийской военной флотилии.
В августе 1919 года на базе воздушных дивизионов, сражавшихся на Волге, создается Воздушная бригада Волжско-Каспийской военной флотилии.
Начальником бригады назначается морской лётчик С. С. Негеревич.

## Состав и вооружение

Летающая лодка М-5.

На вооружении Воздушной бригады состояли летающие лодки М-5, М-9, М-20 конструкции Григоровича и сухопутные истребители «Ньюпор-17».
Авиация базировалась на переделанных в Сормово под авианесущие нефтеналивных баржах «Коммуна» (бывшая «Франция»), «Свобода», «Посейдон» и «Смерть».
В качестве вооружения авиация Воздушной бригады использовала не только огнестрельное оружие и бомбы, но и стальные стрелы.

О применении стрел против кавалерии рассказывает в своих воспоминаниях один из бывших лётчиков гидроотряда, С. Столярский:
Часто мы усыпали стрелами грунтовые дороги, по которым двигалась конница врага. Стрелы крепко застревали в сухом плотном грунте. Концы их торчали над поверхностью на 5 — 6 сантиметров, превращая дороги в непреодолимое препятствие для лошадей, получавших ранения ног. В результате белые должны были посылать людей с молотками, чтобы они вгоняли стрелы в землю. Нетрудно представить себе, насколько это замедляло темп передвижения конницы!

## Боевая деятельность
За 1918 — 1919 годов лётчиками Волжского воздушного дивизиона было налётано 1 200 боевых часов, сброшено на войска и корабли противника 620 пудов бомб и 30 пудов стрел. Истребительный отряд провел 23 воздушных боя с самолётами противника.
За тот же период Каспийским воздушным дивизионом было налётано 435 боевых часов, сброшено 250 пудов бомб.
За активную боевую деятельность в открытом море и под Царицыном морские лётчики Каспийского воздушного дивизиона А. С.
Демченко, А. А. Волынский, П. Т. Полозенко, С. Г. Козлов и другие были награждены орденом Красного Знамени.
Особенностью боевого применения Воздушной бригады ВКВФ является то, что впервые морская авиация речного базирования активно применялась против сухопутных частей противника.